# Temporada da ATP de 1995

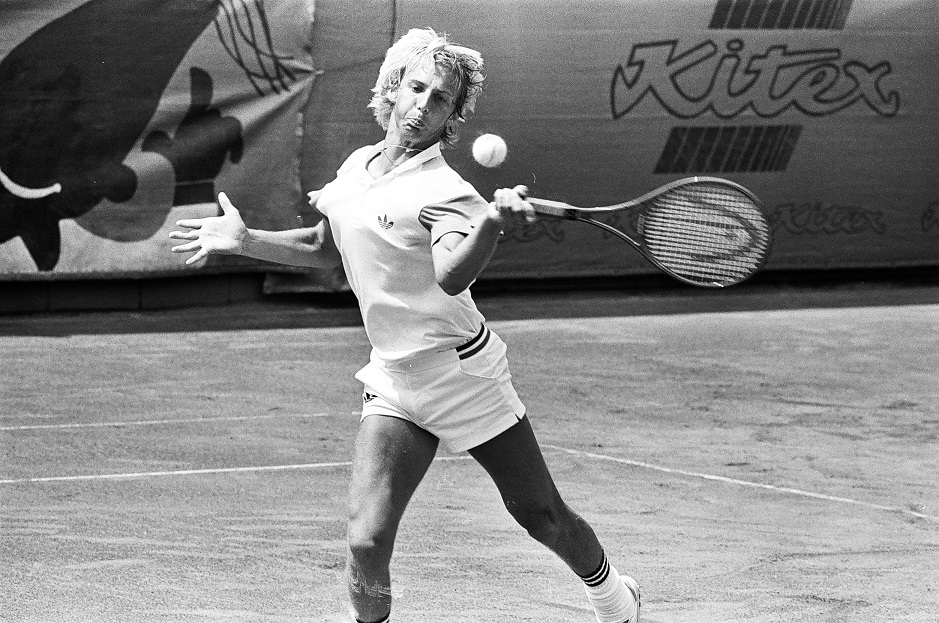
Thomas Muster

O ATP Tour de 1990 foi a sexta edição circuito mundial de tênis profissional sob o nome ATP Tour, organizado pela Associação de Tenistas Profissionais.